# Calopappus
Calopappus  es un género de plantas con flores en la familia Asteraceae. Su única especie es: Calopappus acerosus es originaria de Chile donde se encuentra en las cordilleras centrales en la estepa de montaña a una altitud de 2000-2500 metros.

## Descripción
Es un subarbusto que alcanza un tamaño de  8-12 cm de altura, formando conjín erizado compacto y espinoso. Los tallos están revestidos de espinas, punzón en forma de hojas rígidas, de l-2 cm de largo, los márgenes más o menos  con espinas diminutas. Capitulescencias sésiles, terminales, rodeados por  brácteas. Cada cabeza tiene cinco floretes con lígulas elípticas, de color amarillento o purpúreo, dándole a la flor abierta el aspecto de una margarita.

## Taxonomía
Calopappus acerosus fue descrita por Franz Julius Ferdinand Meyen y publicado en Reise um die Erde 1: 315. 1834.
Sinonimia
- Calopappus acanthifolius J.Rémy
- Nassauvia acanthifolia (J.Rémy) G.F.Grandjot
- Nassauvia acanthifolia (J.Rémy ex Remy) G.F.Grandjot & K.Grandjot
- Nassauvia acerosa (Meyen) Wedd.
- Nassauvia remyana Wedd.[4]